# Cristina Sousa
Cristina Maria Figueiredo Almeida de Sousa (25 de agosto de 1966) é uma deputada e política portuguesa. Ela é deputada à Assembleia da República na XIV legislatura pelo Partido Socialista. Ela é licenciada em Engenharia Mecânica.
A 17 de outubro de 2021 toma posse como Presidente da Assembleia Municipal de Seia, resultante das eleições autárquicas. 